# Lobito
Lobito är en stad och kommun i provinsen Benguela i Angola. Staden ligger vid Atlantens kust och har omkring 207 957 invånare (2005). Staden bebyggdes som en sjöterminal för Benguelajärnvägen.
Staden grundades 1843 av den portugisiska administrationen i området, och hamnen började byggas 1903. Staden började dock inte utvecklas ordentligt förrän järnvägen blev klar 1928. Järnvägen kopplade samman Portugisiska Västafrika med Belgiska Kongo. Under det portugisiska styret var hamnen en av Angolas viktigaste, och användes för att exportera jordbruksprodukter från Angola och gruvprodukter från Kongo och Zambia. Fiske, turism och tjänster var också viktiga ekonomiska resurser.
Efter att Angola blivit självständigt 1974, begränsades Lobitos hamnaktivitet rejält av inbördeskriget i Angola, som varade 1975 till 2002. Under 2000-talet har Lobito börjat återuppbyggas och återtagit en positiv utveckling.